# Australian Journal of Pharmacy
Australian Journal of Pharmacy (abreviado Austral. J. Pharm.) fue una revista con ilustraciones y descripciones botánicas que fue publicada en dos series en Australia, desde 1886 hasta 1971. Fue precedida pro Australasian Chemist and Druggist

## Publicación
- 1ª serie, volúmenes 1-34, Jan 1886-1919;
- 2ª serie, volúmenes 1-52 (no. 1-624); 1920-Dec. 1971.